# Kamenný most (Město Libavá)
Kamenný most se nachází ve Městě Libavá a přemosťuje Libavský potok v okrese Olomouc v Olomouckém kraji v pohoří Nízký Jeseník. 
Tento historicky cenný silniční most je postavený v historické zástavbě Města Libavá z lomového kamene okolních hor. Most má dva oblouky doplněné mostními opěrami na dřevěných roštech. Historie mostu je nejasná, v roce 1830 je most uváděn jako částečně dřevěný (tj. most měl dřevěný svršek). Doba přestavby na kamenný most není známá, avšak most je kamenný již od 2. poloviny 18. století a mostní svršek tvoří kamenná dlažba.

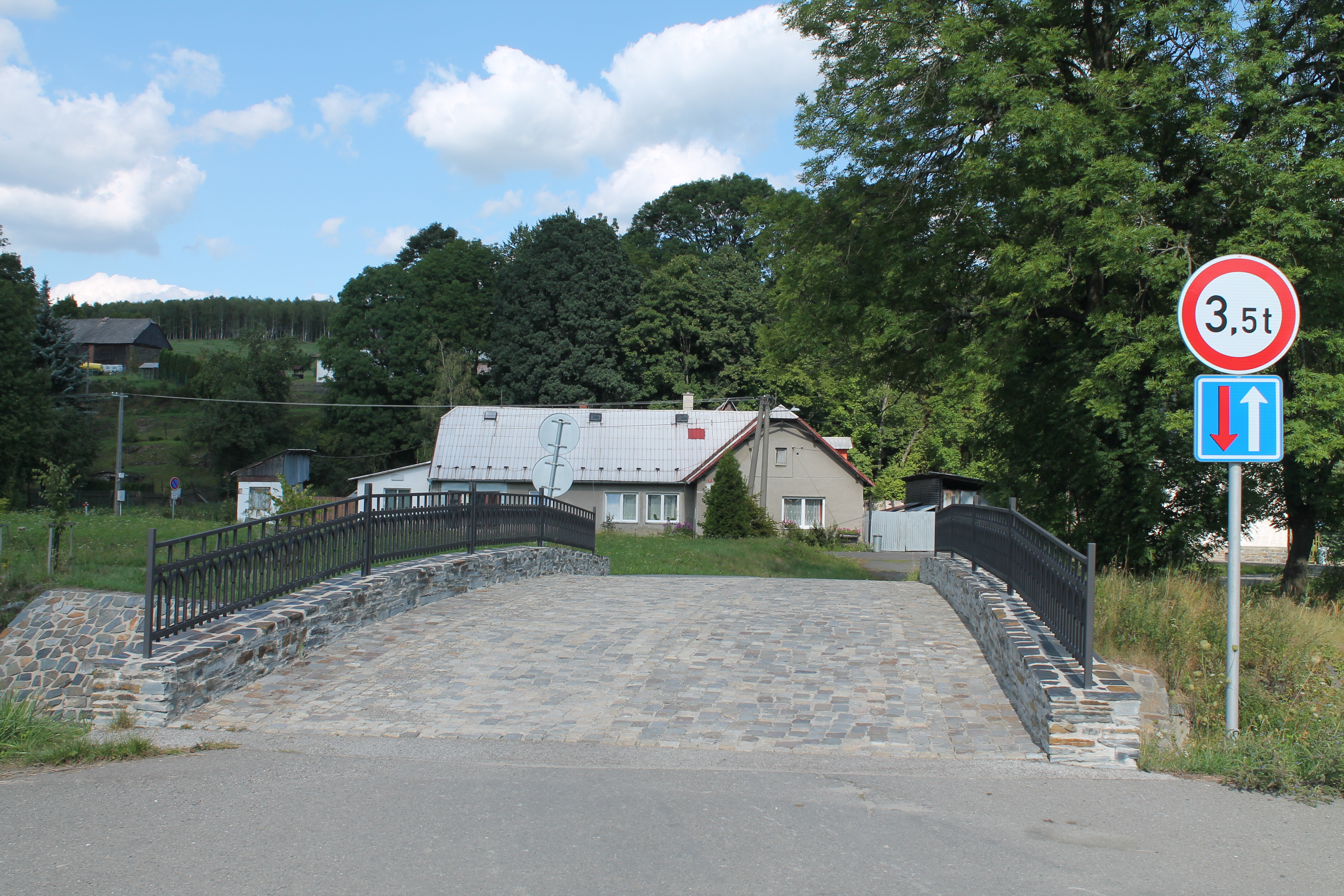
mostovka

Doprava na mostě je omezená jen pro vozidla o hmotnosti do 3,5 tun. Na mostě je umístěné kované zábradlí.